# Joe Machine
Joe Machine (né le  6 avril 1973) est un artiste britannique, membre du mouvement Stuckists. 

## Biographie
Joe Machine est né à Chatham, dans le Kent.
En 1999, il est l’un des douze membres fondateurs du mouvement artistique Stuckists et participe à toutes leurs principales expositions. Il est l’un des artistes caractéristiques de leur installation The Stuckists Punk Victorian à la galerie artistique Walker Art Gallery lors  de la biennale 2004 de Liverpool Biennial.   
Ses préoccupations s’orientent vers les marins, le sexe et la violence.
Il est partie prenante d'un manifestation du mouvement Stuckist contre le Prix Turner et aussie contre la Galerie Saatchi.

## Galerie

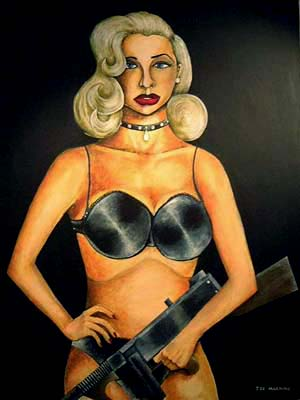
Diana Dors with a Machine Gun
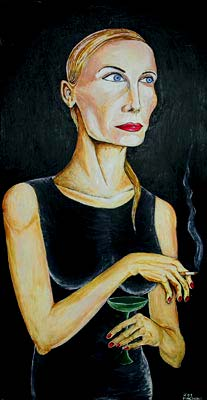
Ute Lempe
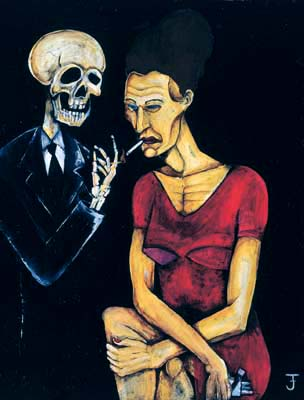
My Mother's Last Cigarette
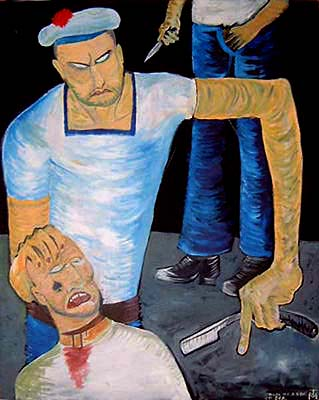
Sailor on a Sea of Sex
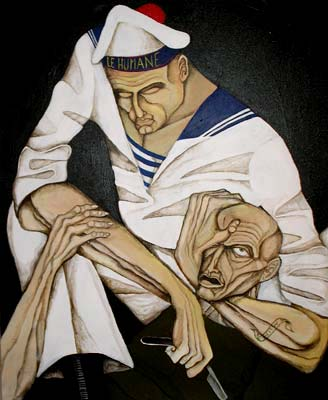
Sex Crime Variation 2
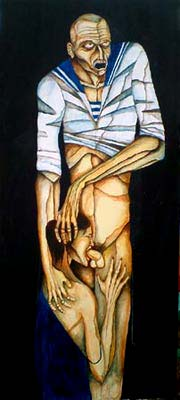
Oral Sex
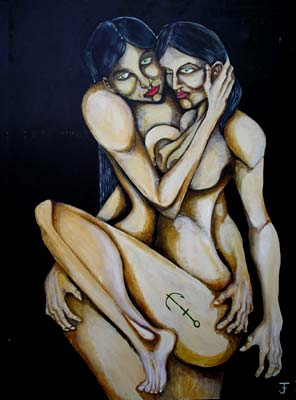
Two Girlies
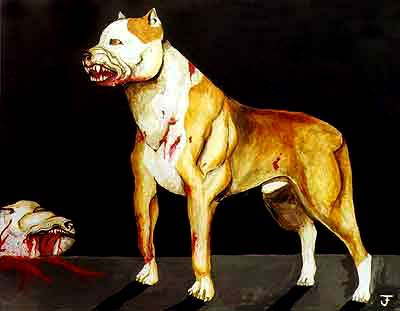
Until the Last Dog Is Hung